# 波亚克·伊姆赖
波亚克·伊姆赖（匈牙利語：Polyák Imre，1932年4月16日—2010年11月15日），匈牙利男子摔跤运动员。他曾代表匈牙利参加1952年、1956年、1960年和1964年夏季奥林匹克运动会摔跤比赛，共获得一枚金牌和三枚银牌。